# Славонский диалект

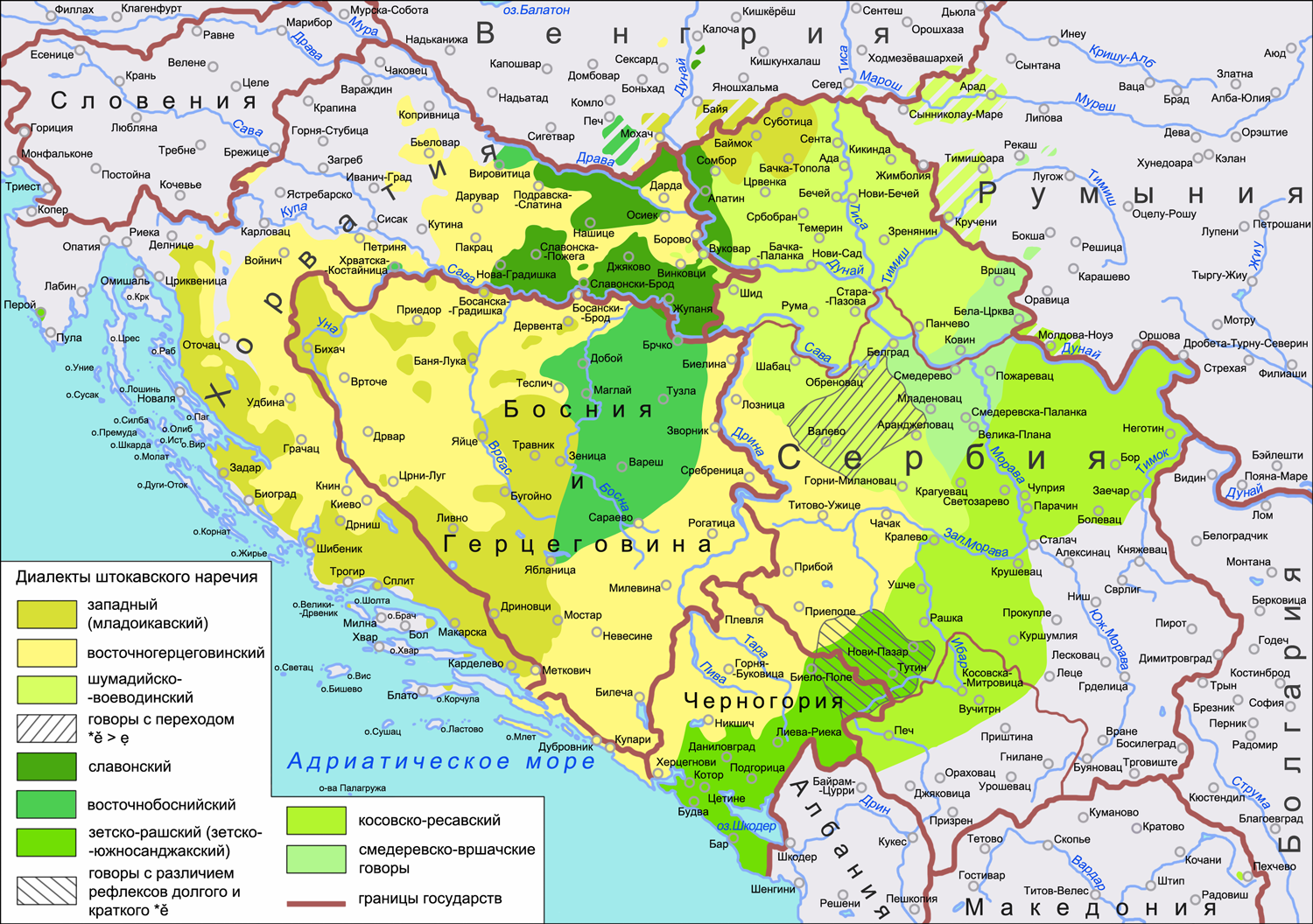
Славонский диалект на карте штокавского наречия

Славо́нский диале́кт штока́вского наре́чия (также славонская группа говоров; хорв. slavonski dijalekt, серб. славонски дијалекат, slavonski dijalekat) — один из четырёх староштокавских диалектов сербохорватского языка наряду с восточнобоснийским, зетско-южносанджакским и косовско-ресавским. Является наиболее архаичным сербохорватским диалектом, вместе с восточнобоснийским образуют группу так называемых шчакавских диалектов. Распространён в центральных и восточных районах исторической области Славония в междуречье Савы, Дравы и Дуная в Хорватии и в крайне западных районах автономного края Воеводина в Сербии. Славонские говоры отмечаются также в нескольких селениях на востоке Австрии, на западе Румынии и в Венгрии. Наряду со славонскими говорами в Славонии широко распространены также говоры новоштокавского восточногерцеговинского диалекта.
Ареал славонского диалекта разделяется на две части — подравскую (на севере) и посавскую (на юге). Подавляющее большинство носителей славонских говоров — хорваты.
По наличию рефлекса праславянского *ě славонский диалект не является однородным — он представлен как икавскими, так и икавско-екавскими и экавскими говорами.